# Torrenieri
Torrenieri (Turris Nerii in Latino) è una frazione del comune italiano di Montalcino, nella provincia di Siena, in Toscana.

## Storia
Lungo l'antica via francigena o romea sulla sponda destra dell'Asso ebbe vita fra il IX e il X secolo il castello di Torrenieri, quando instaurato sotto la dominazione de' Franchi, il feudalesimo, si videro sorgere numerosi castelli feudali nel territorio senese. Il nome Turris Nerï da un indizio del primo fondatore che forse fu un Ranieri de' Signori di San Quirico, come ritiene Emanuele Repetti, oppure un Ranieri della potente famiglia dei Cacciaconti, secondo Giovanni Antonio Pecci; come ultima ipotesi Torre Nera, per il colore scuro della pietra con cui la torre è costruita, l'appellativo di "nera" potrebbe essere anche dovuto ad un incendio. Quale che sia la sua origine, comunque fu certo anteriore al mille come si rileva dall'itinerario percorso nel 990 dall'arcivescovo di Canterbury Sigerico, quando succedendo nella sede londinese ad Edelgardo, si recò a Roma per prendervi il pallio.
Nel viaggio di ritorno vi effettua la XIII sosta, e chiama nel suo diario il luogo "Turreiner", stazione di posta dove conveniva fermarsi per approvvigionamenti. Intorno al X-XII secolo vengono edificate le mura di cinta attraversate da due pubbliche porte, una verso Siena ed una verso Roma, i cui avanzi erano ancora visibili nella metà del XVIII secolo. Durante il periodo medioevale Torrenieri formava comune a sé ed aveva assunto una certa importanza essendo inserito nel 1208 fra i castelli soggetti a Siena che dovevano pagare un'imposta straordinaria di L. 50, (una delle maggiori) istituita dal governo di quella città per far fronte alle spese di guerra. A causa della sua posizione strategica lungo la via Francigena, come sbocco e crocevia verso la Val d'Arbia, la Val d'Orcia, la Val di Chiana e la zona amiatina e per mancanza di difese naturali il castello fu spesso saccheggiato e devastato dagli eserciti di passaggio. Nel 1235 il borgo fu incendiato dagli orvietani.
Nel 1295, quando a motivo di confini, si erano acuite fra Torrenieri e Montalcino le discordie, dalle quali nascevano di continuo risse, ferimenti e uccisioni, i Signori Nove Governatori della Repubblica di Siena intervennero con premura nel dissidio stabilendo le confinazioni. Un altro dei numerosi assalti sostenuti dal castello di Torrenieri fu quello che ebbe luogo nel 1316, quando una schiera di duemila fanti e mille soldati a cavallo riaccompagnava in patria, ad Arezzo, la nuora di Uguccione della Faggiola, il celebre condottiero che resosi signore di Pisa e di Lucca, aveva vinto i fiorentini nella battaglia di Montecatini, (dove era rimasto ucciso suo figlio Francesco), visto l'audace divieto di entrare nel castello, lo assalirono ed incendiarono ed i difensori in parte furono uccisi ed in parte condotti prigionieri (per i quali fu pagato un riscatto di 600 fiorini), non furono risparmiate neppure le donne, le vecchie e le brutte, per irrisione, furono lasciate ignude o in camicia mentre le più giovani e più belle vennero trascinate ad Arezzo. La Repubblica di Siena mossa a compassione dai gravissimi danni toccati agli abitanti del castello, esonerò la comunità da tutti i dazi e balzelli.  La rocca di Torrenieri, rimasta in parte distrutta, subì a breve distanza nuovi danneggiamenti, quando i Tolomei cacciati da Siena, assoldarono truppe nel fiorentino e fuorusciti orvietani ed aretini, ed occupate Sinalunga e Torrita, cavalcarono a Torrenieri, "...guastando, prendendo prigionieri e prede ed ardendo case".  Nel 1330 si svolse nel borgo di Torrenieri un altro fatto di sangue, da parte della casata dei Tolomei, che seguiti da più di quaranta cavalieri uccisero Messer Benuccio Salimbeni.
Nel 1350 circa Torrenieri fu ricordato dal Boccaccio nella novella IV della IX giornata del decamerone. "Deh, fallo, se ti cal di me! perché hai tu questa fretta? Noi giugnerem bene ancora stasera a buonora a Torrenieri ... senza più rispondergli, voltata la testa del pallafreno prese il camin verso Torrenieri". Nel 1371 Siena decise la costruzione di una fortezza. Tra il 1384 ed il 1408 Siena fece potenziare le fortificazioni di Torrenieri costruendo a guisa di fortilizio guardastrada il palazzo de' Ballati detto anche posta Vecchia, sul piano tra l'antico ponte (7) dell'Asso e l'antico castello, quattro torri angolari una per cantonata con base fortemente scarpata interamente in laterizio limitato nella parte alta da un robusto cordone in pietra e dotati di balestriere, con fossato tutt'intorno come si vedeva poco più di un secolo e mezzo fa, e di cui rimangono adesso solo i due in facciata. Sul fianco ovest si notano dei contrafforti relativi ad un intervento di consolidamento eseguito in epoca posteriore. Alla metà del secolo XVI, la cavalleria imperiale di Carlo V, ottenuto il passo attraverso lo Stato della Chiesa, si accinse ad invadere il territorio senese dalla parte della Val di Chiana, occupando senza contrasto Lucignano, Montefollonico e dopo il 1552 anche Pienza, da dove eseguì una scorreria fino a Torrenieri espugnando il castello e facendo razzia di bestiame. Con la caduta della Repubblica di Siena, anche Torrenieri perdette di importanza diventando un modesto borgo. Torrenieri, già castello e comune autonomo con la riforma del 1777, diviene frazione del comune di Montalcino.

## Monumenti e luoghi d'interesse

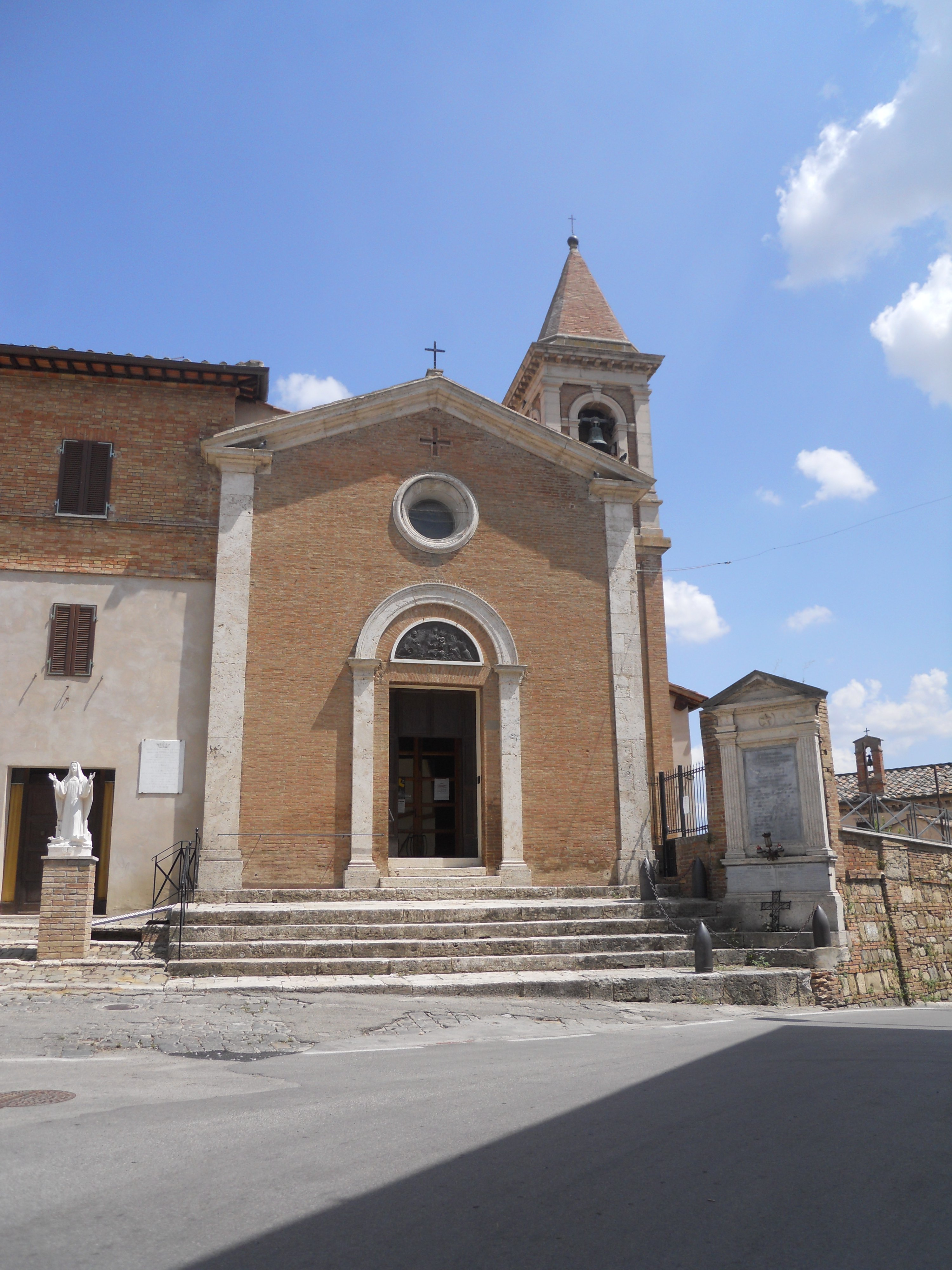
La chiesa di Santa Maria Maddalena

### Chiesa di Santa Maria Maddalena
L'intero paese di Torrenieri rientra all'interno della giurisdizione della parrocchia di Santa Maria Maddalena, appartenente all'arcidiocesi di Siena-Colle di Val d'Elsa-Montalcino, che insiste sull'omonima chiesa, situata nel centro cittadino.
Presenta una semplice facciata in cotto. Ad unica navata, sull'altare del transetto sinistro è collocata la Madonna col Bambino in trono, scultura lignea dipinta, di Domenico di Niccolò dei Cori, databile tra il secondo e terzo decennio del XV secolo. Tra le altre opere si segnala, sulla parete destra, il dipinto con la Madonna del Rosario e Santi del primo quarto del XVII secolo, proveniente dalla compagnia di San Rocco.

### Viale delle Rimembranze
Il viale delle Rimembranze è la strada che porta alla stazione ferroviaria; esso è dedicato ai 27 militari torrenieresi caduti durante la prima guerra mondiale. Lungo la carreggiata, si trovano 27 tigli, uno per ogni caduto, e vari pannelli relativi al significato del ruolo. I nomi di coloro che morirono durante entrambe le guerre sono riportati anche in una lapide al lato della chiesa.

### Altri edifici
Ben più antico è il monastero di San Piero ad Asso nei dintorni di Torrenieri, un documento del 715 ne attesta la fondazione al re longobardo Ariperto, regnante fra il 653 ed il 661. La chiesa originale, della quale rimane qualche resto, fu abbattuta alla fine del XVIII secolo ed il materiale venne utilizzato per l'edificazione della nuova torre della cattedrale di Montalcino.
"Anticamente nel borgo di Torrenieri; nella strada romana, è stato un hospitale sotto il titolo di Sant' Antonio..." la prima notizia relativa a questo ospedale risale ad una relazione del 1606 dove si descriveva il servizio che offriva ai numerosi pellegrini che a piedi si dirigevano verso Roma, fu soppresso da Sua Maestà Imperiale il 28 marzo 1754 e unito allo Spedale di Santa Maria della Scala di Siena.

## Infrastrutture e trasporti

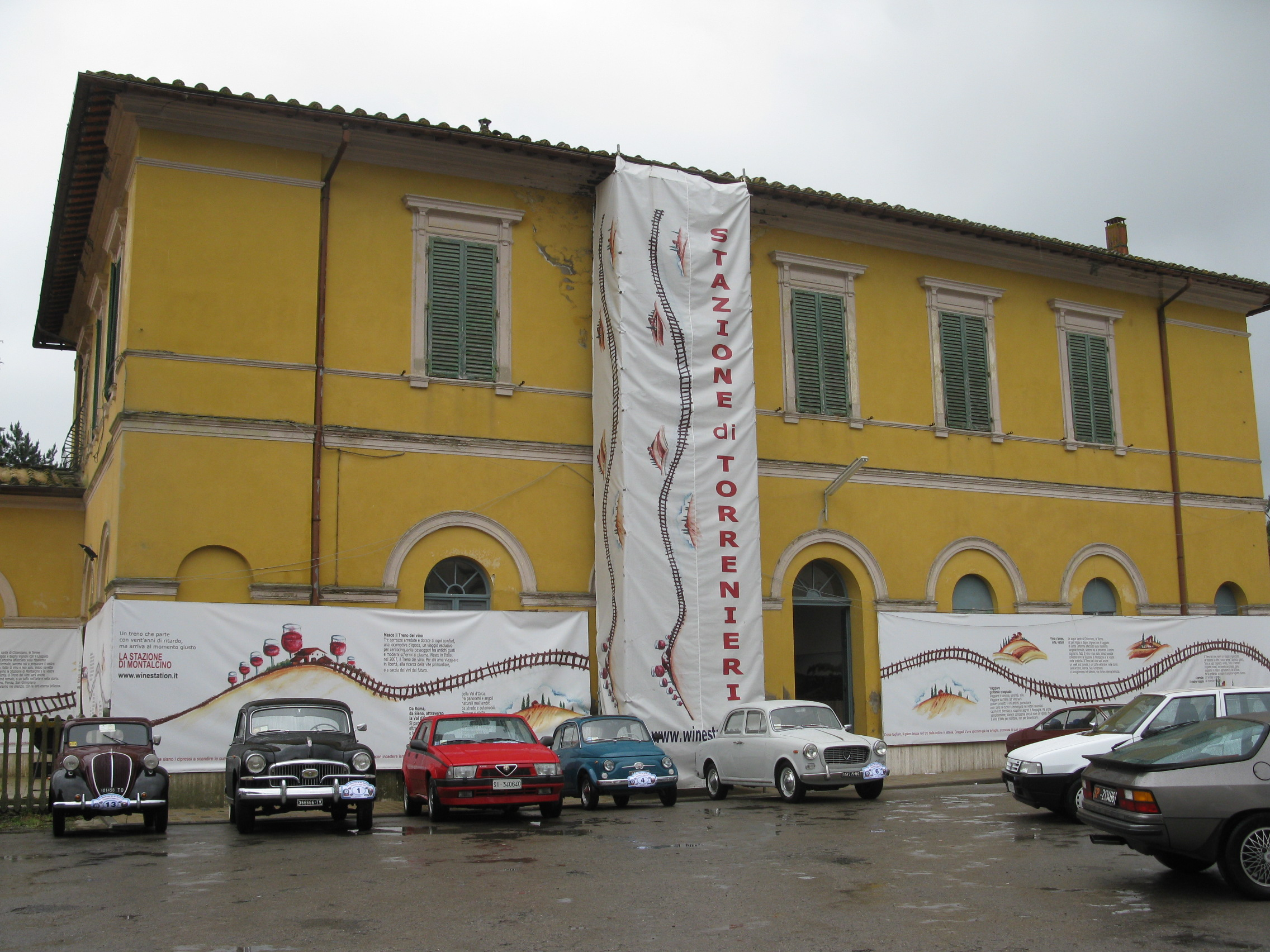
Stazione ferroviaria

### Ferrovie
Torrenieri si trova lungo la ferrovia Asciano-Monte Antico ed è servito da una propria stazione ferroviaria. La stazione venne inaugurata nel 1865 e, fino al 1872, anno in cui venne realizzato il tratto in direzione di Grosseto, rimase capolinea. Grazie al collegamento ferroviario, il paese divenne un importante polo produttivo della provincia di Siena; infatti, nel 1878, vi si stabilì l'industria Crocchi, dapprima specializzata nel ciclo industriale relativo all'olio, poi nella produzione di laterizi e infine di solfuro di carbonio.
Il 27 settembre 1994 la stazione venne chiusa insieme a tutto il resto della linea ferroviaria, per scarsità di numero di passeggeri e merci. A partire dal 2006, viene utilizzata in occasione delle corse del Trenonatura e, la domenica successiva al 14 maggio (anniversario dell'inaugurazione della stazione), è sede della Festa del Treno.
L'impianto si articola in due edifici principali: il fabbricato viaggiatori e l'ex magazzino. Originariamente la stazione disponeva anche di uno scalo merci, smantellato in seguito alla chiusura della linea. I binari sono due: uno di testa in direzione Asciano, e uno passante.